# رينر سالزبرغر
رينر سالزبرغر (بالألمانية: Rainer Salzburger)‏ (مواليد 21 أكتوبر 1944) هو ملاكم نمساوي، مثّل بلاده في الألعاب الأولمبية الصيفية 1968.

## روابط خارجية
رينر سالزبرغر على موقع أوليمبيديا (الإنجليزية)